# 東京タラレバ娘 シーズン2
『東京タラレバ娘 シーズン2』（とうきょうタラレバむすめ シーズンツー）は、東村アキコによる日本の漫画作品。『東京タラレバ娘』の新たな主人公による新シリーズで、前作同様に講談社の女性漫画誌『Kiss』にて、2019年6月号から2021年11月号まで連載された。
2019年12月には本作と『東京タラレバ娘』がバファリンとコラボ。「バファリン×東京タラレバ娘 コラボキャンペーン」と題した企画で、コラボ漫画『頭痛タラレバ娘』がバファリンの公式LINEアカウントにて公開された。

## あらすじ
夢も希望もなく彼氏も好きな人もいない廣田令菜は、アルバイトや派遣をしながら、その日暮らし楽しく暮らしていた。新たなアルバイト先の図書館の社員の森田に連れていかれたボーイズバーの店長兼オーナーのよしお1号から、夢を持つことの大切さを説かれ、今まで無自覚でいた自分のこれまでの人生や将来について、真剣に考え始める。

## 登場人物
廣田令菜（ひろたれいな）
主人公。30歳で1989年1月5日生まれのギリギリ昭和生まれ。独身で実家住まい。
森田昭子（もりたしょうこ）
令菜のアルバイト先の図書館の社員。昭和53年生まれの独身女性。
よしお1号（よしおいちごう）
森田の行きつけのイケメンばかりで、店員全員名前がよしおというボーイズバーの店長兼オーナー。

## 書誌情報
- 東村アキコ 『東京タラレバ娘 シーズン2』 講談社〈KC KISS〉、全6巻
  1. 2019年10月11日発売[4][5]、ISBN 978-4-06-517228-5
  2. 2020年2月13日発売[6]、ISBN 978-4-06-518621-3
  3. 2020年8月12日発売[7]、ISBN 978-4-06-520604-1
  4. 2021年2月12日発売[8]、ISBN 978-4-06-522055-9
  5. 2021年6月11日発売[9]、ISBN 978-4-06-523627-7
  6. 2021年11月12日発売[10]、ISBN 978-4-06-526090-6